# ترزا اندرو
ترزا اندرو (به انگلیسی: Theresa Andrews) (زادهٔ ۲۵ اوت ۱۹۶۲) شناگر اهل ایالات متحده آمریکا است.